# Eastlake (Ohio)
Eastlake è una città degli Stati Uniti d'America, situata nello Stato dell'Ohio, nella contea di Lake.